# Jamesbrittenia jurassica
Jamesbrittenia jurassica là một loài thực vật có hoa trong họ Huyền sâm. Loài này được (Hilliard & B.L. Burtt) Hilliard mô tả khoa học đầu tiên năm 1992.